# Anèmia associada a malaltia crònica
L'anèmia associada a malaltia crònica (o anèmia de malaltia crònica, o anèmia per malaltia crònica, o anèmia de trastorn crònic, o ATC) és una forma d'anèmia que s'observa en algunes malalties cròniques, per exemple la infecció crònica, l'activació immunitària crònica, o càncer. Alguns estudis suggereixen que la síndrome és probablement en gran manera el resultat de la producció del cos de l'hepcidina, un regulador mestre del metabolisme humà del ferro.